# Râle à gorge grise
Canirallus oculeus
Genre
Espèce
Statut de conservation UICN

 LC  : Préoccupation mineure
Le Râle à gorge grise (Canirallus oculeus) est une espèce d'oiseaux de la famille des Rallidae.

## Répartition
Son aire s'étend à travers l'Afrique équatoriale.